# Partido di Chacabuco
Il partido di Chacabuco è un dipartimento (partido) dell'Argentina facente parte della Provincia di Buenos Aires. Il capoluogo è Chacabuco.